# Łarisa Łużyna
Łarisa Łużyna (ros. Лариса Анатольевна Лужина, ur. 4 marca 1939) – rosyjska aktorka.

## Życiorys
Zagrała w kilkudziesięciu filmach, jednak popularność przyniosła jej rola Tatjany Łobowej w serialu Lubow kak lubow.